# Koivula (Kotka)
Pour les articles homonymes, voir Koivula.
Koivula est un quartier de Kotka en Finlande.

## Présentation
Koivula est situé dans l'île de Kolkansaari.
Koivula est délimité à l'est par le chemin de fer de Kotka et dans les autres directions par  les rapides Korkeakoski et Koivukoski du Kymijoki ainsi que par le bras Huumanhaara du Kymijoki.
Koivula est principalement une zone de maisons individuelles, mais il y a aussi quelques maisons mitoyennes. 
Koivula abrite le manoir de Kymi, la chapelle de Parikka, le cimetière de Parikka et le terrain de golf de Koivula.

## Zones d'habitation
- Jukola
- Marjala
- Metsäkylä
- Parikka
- Tapanila

## Transports
La ligne de bus 7 relie directement Koivula aux gares de Kymi et Kyminlinna, et à Korkeakoski, Karhula et au centre de Kotka. 
La ligne 8 relie Koivula au centre de Kotka. 
La ligne 32B relie Koivula à Karhula.

## Galerie

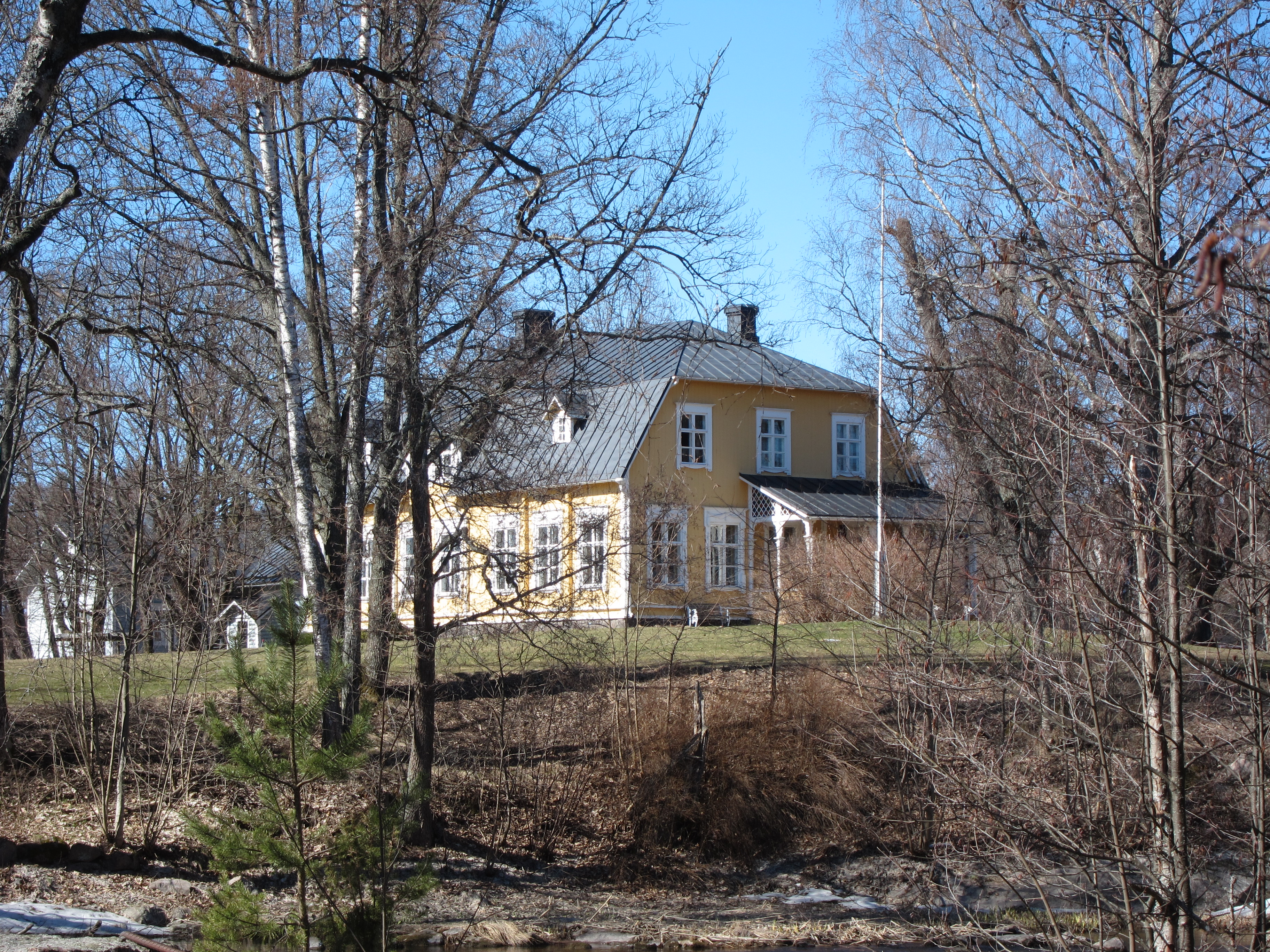
Manoir de Kymi.
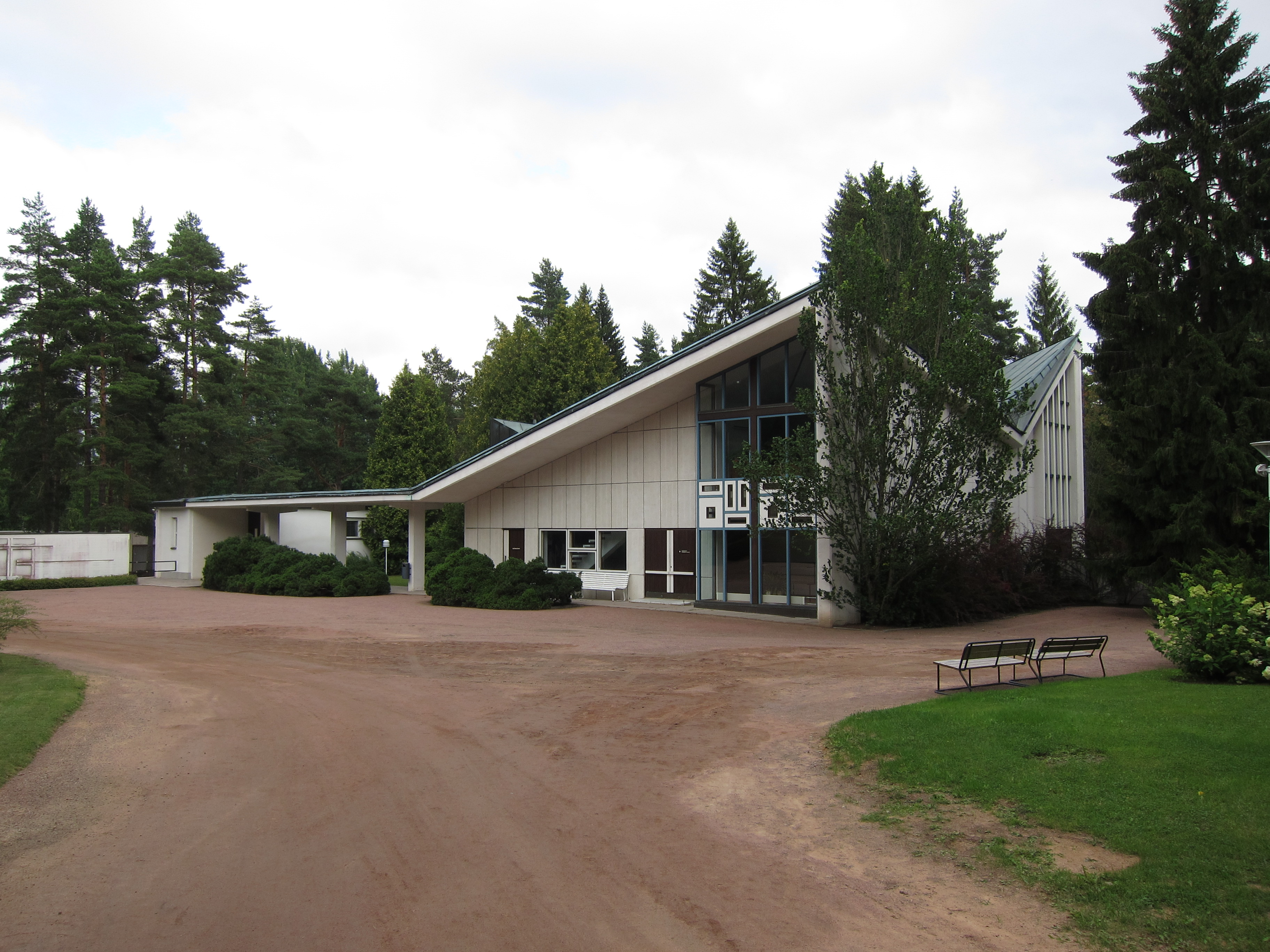
Chapelle de Parikka.